# Casa Stoutenburgh
La Casa Stoutenburgh è una storica residenza vittoriana situata al 255 della South Marengo Ave a Pasadena in California.

## Storia
Costruita nel 1893, la villa venne progettata dall'architetto J. H. Bradbeer di Los Angeles in stile Regina Anna, molto popolare all'epoca. John e Mary Stoutenburgh, i committenti, vissero nella casa; John morì nel 1904, ma sua moglie Mary vi risiedette fino agli anni venti.
La villa è stata inserita nel registro nazionale dei luoghi storici il 25 novembre 1980. Attualmente ospita la sede di uno studio legale.